# Milena Brůhová
Milena Brůhová (4. května 1931 Mirotice u Písku – 10. srpna 2014 Písek) byla autorka detektivek, románů pro ženy, filmových a divadelních scénářů. Přezdívalo se jí „jihočeská Agatha Christie“.

## Život
Autorka prožila své dětství ve svém rodišti Miroticích u Písku. Od roku 1945 studovala na píseckém gymnáziu. Protože nebyla přijata na vysokou školu, začala pracovat jako farmaceutická laborantka. V letech 1973–1975 dálkově vystudovala dvouleté pomaturitní farmaceutické studium a roku 1981 se stala vedoucí laborantkou v písecké lékárně. Vdaná byla za Jiřího Brůhu, se kterým měla syna Jiřího Brůhu (* 1959), architekta.
Od 70. let přispívala do různých časopisů: Vlasta, Literární měsíčník, Rudé právo, Jihočeská pravda, Jihočeská revue.
Česká televize vysílala adaptace jejích próz. V roce 1988 získala „Prémii českého literárního fondu“ za knihu Zkouška kvality. Jako první žena dostala cenu „Číše Petra Voka“, kterou uděluje Jihočeský klub Obce spisovatelů za celoživotní dílo. V roce 1997 získala Cenu Jiřího Marka za knihu Tak ona spí s vrahem. Její oblíbení spisovatelé byli Karel Čapek, Daphne de Maurier a Dick Francis.

## Dílo

### Filmografie
- Tak ona spí s vrahem
- Spirála nenávisti
- Příbuzenstvo

### Knihy přeložené do jiných jazyků
- A Telek /1983/ Maďarsko
- Bin ich ein Mörder /1987/ Německo